# Corts de Barcelona (1528)
Les Corts de Barcelona de 1528 van ser presidides pel rei Carles I. Era President de la Generalitat Francesc de Solsona.
El regnat de Carles I es va caracteritzar per un cost molt alt en mantenir l'imperi amb el consegüent esgotament econòmic. Els principals motius eren: les hostilitats amb França per l'interès del rei Francesc I de França sobre la península Itàlica, la defensa de les agressions turques al Mediterrani i el manteniment de l'imperi Alemany que era cobejat pels prínceps alemanys.
El febrer de 1528, s'anuncià una declaració de guerra del rei francès i Carles I s'afanyà a convocar Corts a Barcelona. Les pretensions de la Generalitat de Catalunya consistien en el reforçament de la jurisdicció de la institució respecte als municipis, els barons i els soldats. També volia l'ampliació i professionalització del seu personal i incrementar el poder sobre el comerç exterior, principal font d'ingressos. Però en aquest darrer punt, el compromís signat entre el rei i Andreu Doria el 29 de desembre de 1528, limitava les possibilitats institucionals.
Lluny d'atendre les peticions de la Generalitat, els diputats consideraven que aquesta feia una mala gestió i afavoria interessos de les classes dirigents.
La pèssima situació de l'economia feia preveure que la Generalitat hauria de fer un fogatge per poder atendre el donatiu reial. S'introdueix una novetat en canviar la fórmula de recaptació basada en el nombre de persones, per una de progressiva en funció de les capacitats econòmiques.